# 山交百貨店
株式会社山交百貨店（やまこうひゃっかてん、英称：Yamako Department Store Co.,Ltd.）は、かつて山梨県甲府市丸の内（甲府駅前）に存在した、国際興業グループの百貨店である。
ここでは創立時の甲府松菱および前運営会社の山交についても説明する。

## 概要
甲府駅前という山梨県内の一等地に店舗を構え、同じ丸の内地区にある岡島百貨店とともに山梨県内の百貨店として営業してきた。日本百貨店協会には非加盟だったが（同様の例として静岡県沼津市にあった富士急百貨店などが該当する）、一般的には百貨店として扱われる。国際興業グループとしては唯一の百貨店であり、同店の閉店によりグループとしても百貨店事業から事実上撤退したことになる。

山交百貨店があった甲府市丸の内1丁目は、甲府城の内堀に囲郭された内城区域にあたり、山交百貨店の所在地は、舞鶴陸橋から中央線敷地付近までの周辺区域とともに本丸の所在する城域中央から北西側の屋形曲輪に相当し、北側には清水曲輪、南には楽屋曲輪が広がる。西側には南北に内堀が通り二の堀で囲郭された武家地に通じる柳門があり、曲輪内には甲府藩主柳沢氏時代には書院や番所、城門などの施設が存在していたと考えられている。明治初期には内城区域の一部を残して内堀・二の堀は埋め立てられ官公庁用地として開発され、旧清水曲輪地点には甲府駅が開業して景観は大きく変貌した。
創業は1954年（昭和29年）であるが、これはかつて静岡県浜松市で営業していた松菱や京都・丸物（現：近鉄百貨店）の創業者だった谷政二郎が出資した甲府松菱（こうふまつびし）時代からで、それ以前に中央地区で営業をしていた松林軒デパート（しょうりんけんデパート）時代は含まれない。

## 歴史

### 甲府松菱時代
甲府市では山梨県内初となる百貨店として1937年（昭和12年）に松林軒デパートが甲府市中央1丁目の甲府会館で営業を開始していたが、1945年（昭和20年）7月7日の空襲（甲府空襲）により外構を残して全焼し、百貨店としての事業を中止していた。終戦を迎え、甲府会館は山梨日日新聞の印刷所となっていたが、松菱の創業者である谷政二郎の協力のもと1954年（昭和29年）に甲府松菱として百貨店としての営業を再開した。
甲府松菱の営業開始後は、1938年（昭和13年）開業の岡島百貨店と1948年（昭和23年）に業態転換した中込百貨店と3店舗が競い合う状態の中、地元山梨県出身の小佐野賢治が社主だった国際興業は当時経営難に陥っていた山梨交通の買収と同時に百貨店事業を展開しようとしたが、当時の人口が約16万人だった甲府市に4つ目の百貨店を開業するのはオーバーストアになることから既存店舗の買収に乗り出し、3店舗の中で一番規模の小さかった甲府松菱に注目。1961年（昭和36年）に山梨交通とともに譲渡され、国際興業傘下の山梨交通系列に編入された。また甲府会館が手狭で増床も困難であったことから、買収の翌年に廃止された山梨交通電車線の甲府駅前駅跡地を活用しようとバスターミナルを併設した地上6階建の屋上に小規模の遊園地を設置した建物を建設。1963年（昭和38年）に完成し、運営会社を株式会社山交（以下、山交）、百貨店名称を甲府松菱から山交百貨店（以下、山交百貨店）に商号変更のうえ移転開業した。

甲府松菱が撤退した後の甲府会館はパチンコ店などが入居していたが、老朽化により2005年（平成17年）に解体され、跡地はホテル（ドーミーイン甲府）になっている。

### 山交百貨店時代
移転後は3店舗の中で一番甲府駅に近いという好条件であったが、1975年（昭和50年）に倒産した中込百貨店を西武流通グループが買収し、新ビルを建てた上で西友中込店（その後甲府西武に改名）として営業を開始。さらに岡島百貨店の増床計画も持ち上がったため、山交百貨店も改築に乗り出した。1985年（昭和60年）に甲府駅ビル「エクラン」（現：セレオ甲府）の完成とともに甲府駅バスターミナルを現在の甲府駅南口正面に移転して旧バスターミナルの場所に改築用のスペースを作り、翌1986年（昭和61年）に開催されたかいじ国体の終了を待って営業を休止し建物を解体した。
3年後の1989年（平成元年）に地上5階建、地下4階建の新しい建物が完成し営業再開。1階と2階の間にスパイラルタイプのスパイラルエスカレーターを設置し、1階の上下エスカレーターの間に時計台を設置していた。

改築直後の売上はバブル景気に乗り順調であったが、バブル崩壊後は不況と甲府中心部の空洞化により売上が低迷。1998年2月には甲府西武が閉店、1999年11月にはトポス甲府店（旧：ダイエー甲府店）が相次いで閉店している。
運営会社の山交もGMS事業の失敗（後述）による負債が重くのしかかったことから、親会社の国際興業は経営健全化を目的に運営会社の新旧分離を実施した。まず2007年（平成19年）2月に株式会社山交百貨店を設立して店舗や不動産関連を移譲。負債だけとなった山交は同年3月に株式会社甲州管財と商号変更したうえで臨時株主総会で解散を決議し、同年7月に東京地裁より特別清算手続の決定を受け、清算業務を行なっている。
経営が新会社に移った山交百貨店は2008年（平成20年）の改装工事を実施し、スパイラルエスカレーターの右半分（下り）と1階にあった時計台の撤去を行なった。2015年（平成27年）12月17日より甲府駅バスターミナルにあったバスセンターを当百貨店地下1階、バス案内所を百貨店前に移転。2017年（平成29年）8月9日の新案内所竣工まで営業を行っていた。
新会社移行後も郊外大型店舗の増加や東京への買い物客流出、さらにネットショッピングの台頭などにより、売上高は1997年2月期の約121億7700万円から2018年3月期には約28億4300万円まで大きく落ち込み、全盛期は100店舗あったテナントも、キーテナントであった無印良品が2017年（平成29年）10月29日にイオンモール甲府昭和へ移転するなど2019年（平成31年）3月時点で67店舗までに減少し、駅前通行量の減少で新規テナントの出店を躊躇される状況であった。
また、山交百貨店の親会社である国際興業グループ内でも2014年（平成26年）にサーベラス・キャピタル・マネジメントからの株式買い戻しを発端とした再編が行われ、この過程で名前の由来になった山梨交通系列のバス事業とトラベル事業がグループから離脱したことで山交百貨店との資本関係がなくなり、甲府市内にあった富士屋ホテルチェーンの甲府富士屋ホテルも2018年（平成30年）5月に2019年3月をもって営業終了することが発表されるなど（2019年4月より別資本に譲渡され甲府記念日ホテルとして営業継続）、山交百貨店と提携する企業が県内から相次いで喪失していった。国際興業も株式買い戻しにより1400億円の負債を抱えており、山交百貨店を支援する体力は残されていない状況であった。
この状況で2018年3月期には純損失が1億2900万円、純資産もマイナスに転じ、さらに2019年3月期は純損失が1億7600万円を計上するなど先行きが見通せなくなったことから、同年9月30日をもって閉店することを決定した。
2019年9月30日19時の閉店時間に従業員が正面玄関前に並び、200人の観衆の前で店長が閉店を告げる挨拶を行い、最後は従業員が店内に戻り頭を下げた状態でシャッターが降ろされ、1954年開業の甲府松菱以来65年間の歴史に幕を下ろした。

### 閉店後
閉店後も法人としての山交百貨店は存続し、不動産賃貸や保険販売事業は継続している（2019年11月に本社を甲府市内のダイタビル2階に移転、2020年9月に「株式会社山交」に社名変更）。
閉店決定した段階で111人いた従業員のうち、約100人の再就職先が閉店時点で決まっておらず、産業雇用安定センターが斡旋を継続していると報じている。
立地が甲府駅前であること、甲府市中心市街地活性化基本計画の第二期が佳境に入り駅前南口整備がほぼ完了した中でのこともあり、運営会社および県や市は閉店が決定した段階から跡地利用について模索していたが、閉店した9月30日時点で建物と土地の活用策などは決まっていないと報じられていた。
2019年11月12日に家電量販店のヨドバシカメラが跡地の土地および建物の売買契約を締結したことが報道された。行政手続および改装などを経て出店する予定で、2021年4月28日にヨドバシ甲府（ヨドバシカメラマルチメディア甲府）としてオープンした。
なお、改装の際山交百貨店の象徴でもあったスパイラルエスカレーターは撤去されている。

## 施設概要
- 住所：山梨県甲府市丸の内一丁目3番3号
- 売場面積:15,774 m2

### フロア案内
閉店時点での専門店などの入居状況。
| 階     | フロア概要               | 主な専門店                           |
| ------ | ------------------------ | ------------------------------------ |
| 5F     | ギフトサロン、催事場     | 100円ショップ シルク、カーブス       |
| 4F     | 紳士服                   | ミズノ、東京西川、メイコー化粧品     |
| 3F     | 婦人服、子供服           | トドラーショップ、ミキハウス、さが美 |
| 2F     | 婦人服                   | 組曲SIS・Jプレス、ラ・コレクション   |
| 1F     | 雑貨                     | コムサイズム、スターバックスコーヒー |
| B1F    | 食品街                   | マツモトキヨシ                       |
| B2F    | 駐車場（三井のリパーク） | ‐                                    |
| B3F    | 駐車場（三井のリパーク） | ‐                                    |
| B4F    | 駐車場（三井のリパーク） | ‐                                    |
| その他 |                          | 山梨中央銀行ATM                      |

かつて入居していた店舗
- サイゼリヤ（5階）
- 無印良品（4階）
- 吉田カバン（4階）
- エルセーヌ（3階）
- 富士屋ホテルカフェテラス（3階）
- イタヤマメディコ（地下1階）
- 山梨交通案内所・バスチケット売場（地下1階）

### サービス
山交百貨店独自の商品券を発行しており、山交百貨店以外では国際興業グループ傘下の富士屋ホテルチェーンや、国際興業と関係が親密であった東急百貨店系列の店舗でも使用可能だった（東急百貨店系列の商品券も山交百貨店で利用可能）。日本百貨店協会に未加盟だったため、全国共通百貨店商品券の利用は不可となっていた。
会員サービスとして「山交友の会」という積立制度があり、12ヶ月分の積立を行うことで約13ヶ月分の山交百貨店商品券を受け取ることができたほか、特典や山交トラベル（現・山梨交通トラベル事業部）が企画する旅行の優待を受けることができた。
「山交友の会」は閉店が決定した2019年3月1日の前日である2月28日をもって新規受付を停止し、閉店後は商品券の払戻および友の会の積立金返金を2019年12月27日まで行った（店舗は閉鎖されたため、ダイタ本社ビルで受付を行い銀行振込での返金を実施）。

### 交通アクセス
- 甲府駅南口から徒歩1分。

車で来る場合は百貨店に地下駐車場があったほか、山梨交通が運営する機械式の立体駐車場が隣接していた。地下駐車場の駐車料金は有料であるが、百貨店で1000円以上買い物をすれば1時間まで無料となっていた（山梨交通運営の立体駐車場と提携していた近隣の有料駐車場も同様の条件で無料となる）。

## 総合スーパー事業
1989年（平成元年）の新店舗による営業開始と同時期に、ダイエーと提携して総合スーパー (GMS) 事業に進出した。1990年（平成2年）11月に湯村温泉に湯村ショッピングセンター（以下、湯村SC）をオープン。1997年（平成9年）1月には山梨交通貢川営業所跡地に貢川ショッピングセンター（以下、貢川SC）をオープンした。
しかし貢川SCは県内大手GMSのオギノ本店の向かい側という立地だったこともあり、当初90億円を目指していた年間売上高は約20億円に留まった。提携していたダイエーも阪神・淡路大震災やアジア通貨危機による影響から経営難に陥ったことから、合理化のため1999年（平成11年）8月末に貢川SCがわずか1年9ヶ月で閉店。湯村SCは営業を継続したが、2003年（平成15年）9月にダイエーとの提携解消と同時に閉鎖した。GMS事業に失敗した山交は多額の負債を抱えることになり、百貨店事業にも多大な影響を及ぼした。
閉店後、貢川SCの建物は家電量販店のコジマが居抜き出店し「コジマNEW甲府店」（現：コジマ甲府店）としてオープン、山交百貨店が閉店した2019年時点で営業を継続している。湯村SCの建物はオギノが居抜き入居し「オギノ湯村ショッピングセンター」となったが、建物の老朽化を理由に2018年8月26日に閉店。跡地は南アルプスビッグステージなどを手掛ける不動産会社のにしきコーポレーションへ売却され、県内スーパーのいちやまマートを核店舗とするネイバーフッド型ショッピングモールとして再開発するため解体され、跡地は2021年5月に「wellside山の手」が開業した。
店舗所在地は以下のとおり。
- 山梨交通ダイエー湯村ショッピングセンター - 山梨県甲府市千塚1丁目9-14[19]
- 山梨交通ダイエー貢川ショッピングセンター - 山梨県甲府市富竹1丁目10-33[17]

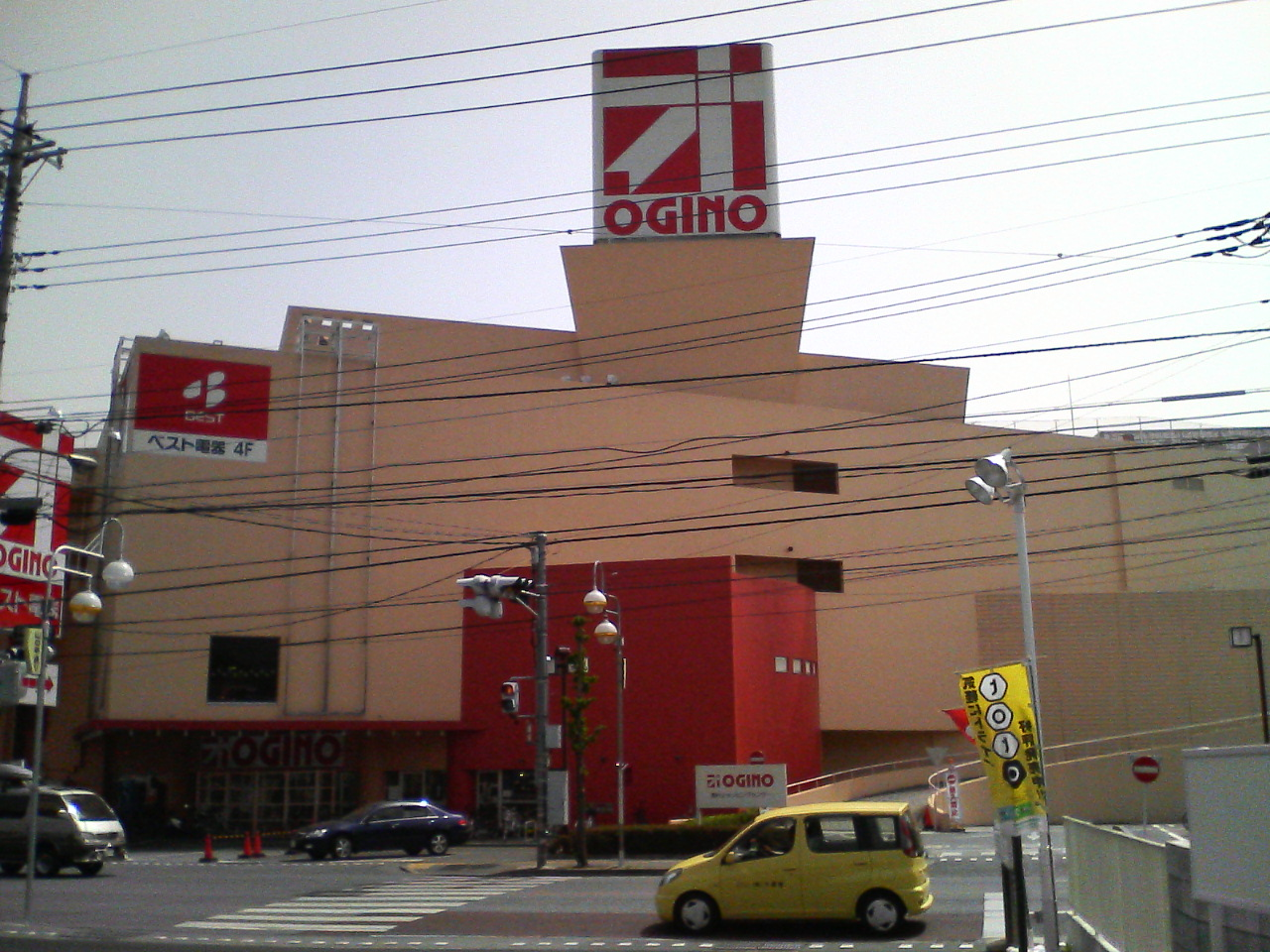
かつてダイエー湯村SCが入居していた建物（2018年に解体され現存せず）
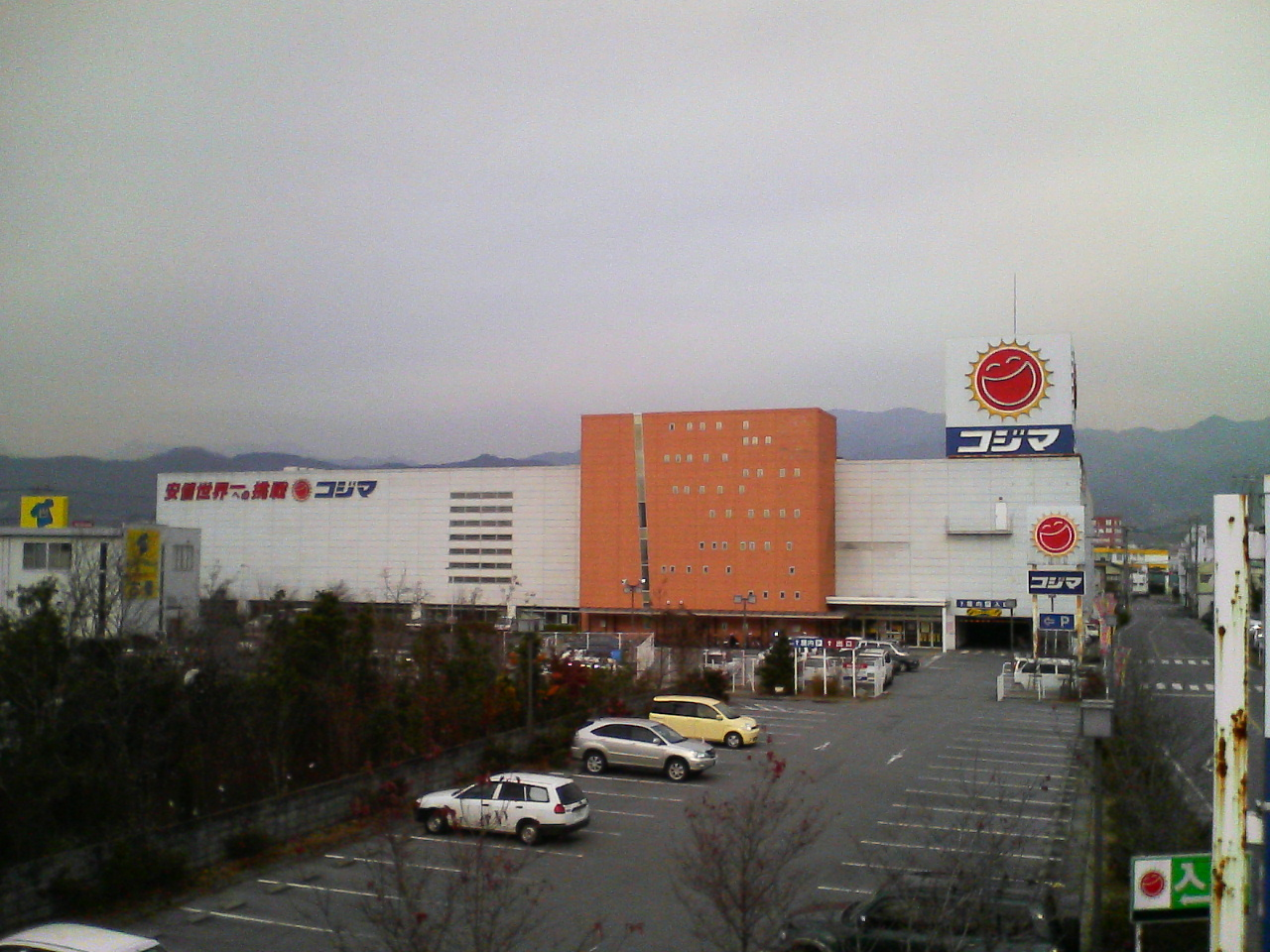
かつてダイエー貢川SCが入居していた建物（現：コジマ甲府店）